# IMRO – Bulgarische Nationale Bewegung
Die IMRO – Bulgarische Nationale Bewegung (kurz IMRO-BNB) (bulgarisch ВМРО – Българско национално движение WMRO – Balgarsko nazionalno dwischenie (kurz ВМРО-БНД WMRO-BND); IMRO/ВМРО/WMRO steht historisch für „Innere Mazedonische Revolutionäre Organisation“, es wird von der Partei aber stets als Akronym verwendet) ist eine rechtskonservative, nationalistisch-populistisch und christlich-orthodox geprägte Partei in Bulgarien. Sie versteht sich als Nachfolgeorganisation der Inneren Mazedonischen Revolutionären Organisation (IMRO, bzw. WMRO) und der Flüchtlingsvereinigungen der Bulgaren aus Makedonien (макдонски българи, dt. makedonische Bulgaren). Ihr Vorsitzender ist Krassimir Karakatschanow. Die Partei gibt die Zeitung Makedonija (bulg. „Македония“ = Makedonien) und die Jugendorganisation die Zeitschrift NIE (bulg. „НИЕ“ = Wir) heraus.
Die Partei versteht sich selbst als konservative und patriotische Vertreterin eines modernen Nationalismus, bezeichnet sich als „pan-bulgarische nationale Bewegung“, die eine „geistige Einheit der bulgarischen Nation“ anstrebt. Sie sucht nach einer vollständigen und endgültigen Lösung der „makedonischen Frage“ und fordert eine Erhaltung der nationalen Wurzeln von ethnischen Bulgaren, die außerhalb des eigenen Staats leben. Dabei betrachtet sie auch die slawischsprachige Mehrheitsbevölkerung von Nordmazedonien als Bulgaren und nicht als eigenständige Nation. Eine „Türkisierung“ bulgarischer Muslime sowie politische Programme, von denen Roma besonders profitieren, lehnt sie dagegen ab. Aktivisten und lokale Funktionäre der Partei beteiligten sich an Angriffen auf nicht-orthodoxe Religionsgemeinschaften (Sekten), die Parteiführung nahm dies stillschweigend hin.
Die Mitgliedschaft der Partei besteht überproportional aus jüngeren, besser gebildeten Männern. Parteifunktionäre sind vor allem Historiker (wie Karakatschanow), Juristen, ehemalige Militärs und Polizisten.

## Geschichte
Infolge der politischen Umbrüche und Öffnung des Eisernen Vorhangs, die in Osteuropa und Bulgarien 1989 stattfanden, wurde der während der kommunistische Herrschaft auf Druck Jugoslawiens verbotene Bund der Mazedonischen kulturellen Bildungsvereine (bulg. Съюза на македонските културно-просветни дружества), kurz BMK, wieder ins Leben gerufen. In der folgenden Zeit entstanden in ganz Bulgarien mazedonische Kulturhäuser oder Vereine. Der Aufbruch gipfelte im Dezember 1990, als auf den ersten Kongress der BMK die Bildung einer politischen Partei beschlossen wurde. Die politische Organisation sollte an die Tradition und die Ideen der vor der kommunistischen Herrschaft bestehenden IMRO anknüpfen. Die Partei, die zunächst weiterhin als Kulturorganisation und nicht als politische Partei registriert war, trug den Namen IMRO – Bund der mazedonische Vereine (bulg. ВМРО—Съюз на македонските дружества). 1997 während des vierten Kongresses wurde der Zusatz Bund der mazedonische Vereine aus dem Parteinamen gestrichen. Erst 1999 erfolgte die offizielle Registrierung als politische Partei.

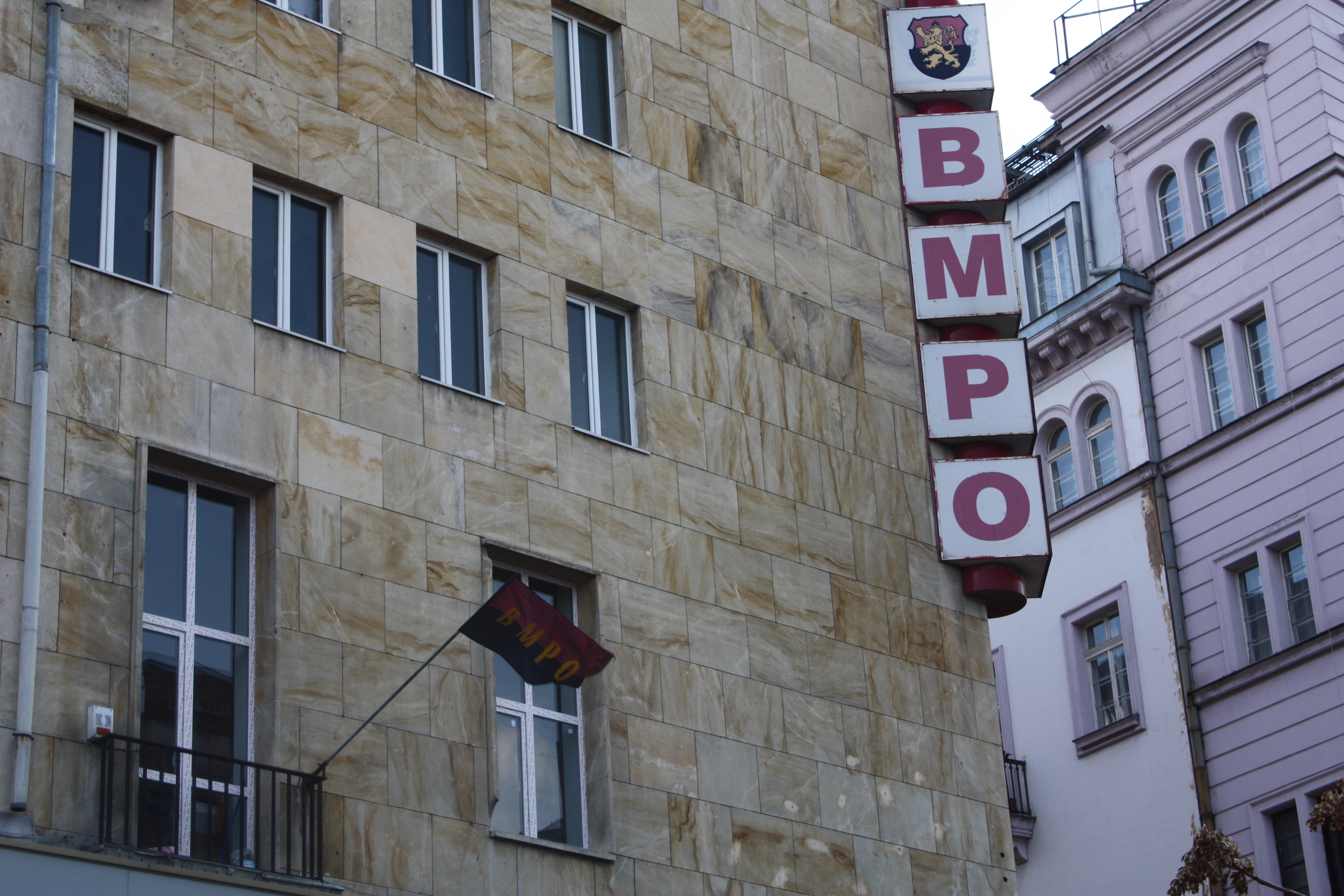
Parteizentrale in Sofia

Bei den Parlamentswahlen von 2001 konnte die Partei in Koalition mit der Partei Gergjowden nur 3,63 % erreichen und den Einzug ins Parlament verfehlen.
An den Parlamentswahlen von 2005 nahm die IMRO-BNB im Wahlbündnis Balgarski Naroden Sajuz (kurz BNS) teil, das 5,2 % der Stimmen erreichen konnte, was 13 Sitzen im bulgarischen Parlament entspricht. Die Kommunalwahlen 2007 konnte sie in drei Städten, Bansko, Kritschim und der zweitgrößten bulgarischen Stadt Plowdiw, gewinnen.
Die IMRO-BNB stellte alleine 5 Abgeordnete, trat jedoch im Laufe der Legislaturperiode aus dem  Wahlbündnis BNS aus und verbündete sich mit weiteren Abgeordneten anderen Parteien zur  parlamentarische Gruppe Napred (=Vorwärts).
An den Europa- und Parlamentswahlen am 7. Juni 2009 nahm die IMRO-BNB als Teil der Koalition Napred teil. Dabei konnte sie keine Erfolge erzielen und auch den Einzug ins bulgarische Parlament nicht bewältigen.
Bei der Europawahl im Mai 2014 trat sie im Verbund mit der neugegründeten populistischen Partei Bulgarien ohne Zensur des Fernsehmoderators Nikolaj Barekow an. Das Bündnis errang mit 10,7 % der Wählerstimmen zwei der 17 bulgarischen Sitze im Europaparlament, von denen einer an den IMRO-Politiker Angel Dschambaski ging. Er hat sich der Parlamentsfraktion der Europäischen Konservativen und Reformisten (EKR) angeschlossen. Im August 2014 beteiligte sich die Partei an der Gründung des Bündnisses Patriotische Front, dessen einer Hauptbestandteil sie neben der Nationalen Front für die Rettung Bulgariens ist.
Bei den Parlamentswahlen 2016 und 2017 trat die Partei unter dem Wahlbündnis Vereinigte Patrioten an.
Als bei allen Wahlen im Superwahljahr 2021 (Parlamentswahl in: April, Juli, November und Präsidentschaftswahl in November) die IMRO schlecht abschnitt, trat Karakatschanow vom Parteivorsitz zurück. Bei einem außerordentlicher Parteikongress der Partei am 12. Februar 2022 wurde auf Karakatschanows Vorschlag, ein Dreiervorsitz verabschiedet und die von ihm vorgeschlagenen Kandidaten, Angel Dschambaski, Alexandar Sidi und Iskren Wesselinow als seine Nachfolger an der Sitze der Partei gewählt.
Beim außerordentlichen Parteikongress im Februar 2024 entschied die Partei, ihre Satzung erneut zu ändern und wieder nur einen Vorsitzenden zu haben. Karakatschanow, der langjährige Parteivorsitzende, wurde als alleiniger Vorsitzender wiedergewählt und übernahm erneut diese Position. Angel Dschambaski, der als Gegenkandidat antrat, unterlag bei der Wahl. Im neuen Führungsgremium der IMRO-BNB treten als stellvertretende Vorsitzende Milen Michow, Krassimir Bogdanow und Carlos Contrera ein.